# Philip Labonte
Philip Steven Labonte, född 15 april 1975 i Chicopee, Massachusetts, är en amerikansk musiker, känd som sångare i metalcorebandet All That Remains. 
Labontes första band bildades i mitten av 90-talet, Perpetual Doom. Bandet spelade death metal och bandmedlemmarna var tonåringar vid tillfället. Men Labonte gjorde mer än bara sjunga i bandet, han spelade även gitarr.
Labonte lämnade Perpetual Doom för att bli huvudsångaren för bandet Shadows Fall. Labonte spelade inte gitarr här som han hade gjort i sitt första band utan antog rollen som sångare i bandet och hjälpte dem fullborda sin första skiva. Bandets debutskiva, Somber Eyes to the Sky, släpptes 1997 av skivbolaget Lifeless Records, ett märke som ägdes av gitarristen i Shadows Fall, Matt Bachand. Labonte lämnade Shadows Fall och blev utbytt mot den nuvarande sångaren Brian Fair, och därför blev Somber Eyes To The Sky den enda skivan som bandet släppte med Labonte som sångare.
År 1998 bildade Labonte All That Remains som ett sidoprojekt. Efter att han lämnade Shadows Fall blev All That Remains hans huvudprioritet. Deras debutalbum Behind Silence and Solitude släpptes år 2002 av bolaget Prosthetic Records/Razor & Tie. Ett kort tag senare ansökte Labonte till platsen som sångare för bandet Killswitch Engage eftersom deras dåvarande sångare Jesse Leach slutade. Trots att han förlorade uttagningen mot bandets dåvarande sångare Howard Jones, så var Labonte tydligen, enligt bandet själva, på en väldigt nära andraplats. I Killswitch Engages DVD "(Set This) World Ablaze" säger Labonte själv att Jones är, och alltid kommer förbli, en bättre sångare än han.
År 2004 släppte Labonte tillsammans med All That Remains en ny skiva, This Darkened Heart, och ännu ett album, The Fall Of Ideals, år 2006. I september 2008 släppte bandet sin femte skiva, Overcome.
Labonte tar sånglektioner hos en sångterapeut, Melissa Cross, och började innan bandet hade släppt sin tredje skiva.

## Diskografi (urval)
Med Perpetual Doom
- 1995 – Sorrow's End (demo)

Med Shadows Fall
- 1997 – To Ashes (EP)
- 1997 – Somber Eyes to the Sky

Med All That Remains (studioalbum)
- 2002 – Behind Silence and Solitude
- 2004 – This Darkened Heart
- 2006 – The Fall of Ideals
- 2008 – Overcome
- 2010 – For We Are Many
- 2012 – A War You Cannot Win
- 2015 – The Order of Things
- 2017 – Madness